# BBC Master

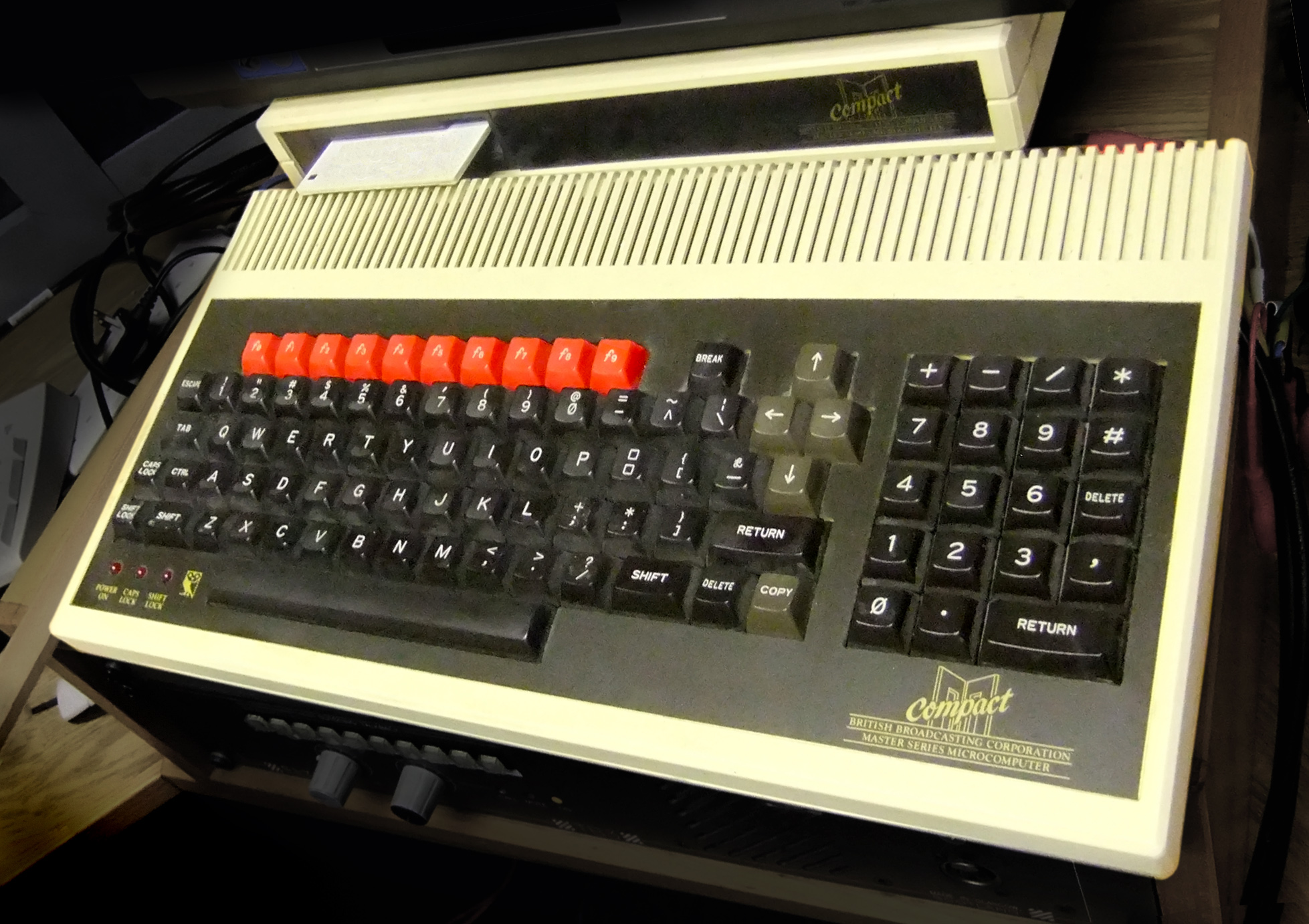
BBC Master Compact

O BBC Master foi um computador doméstico lançado pela Acorn Computers no início de 1986. Foi desenvolvido e construído para a British Broadcasting Corporation (BBC) e sucedeu ao BBC Micro Model B.

## Características
O Master apresentava várias melhorias em relação ao seu predecessor. O sistema tinha 128 KiB de RAM como padrão, aliviando a falta de memória disponível que, entre outras coisas, desencorajava o uso dos melhores modos gráficos no modelo original, e tinha dois slots para cartuchos montados acima do teclado numérico. Em lugar da UCP MOS Technology 6502 usada pelo Model B, utilizava uma ligeiramente aperfeiçoada 65C102: o custo da compatibilidade desta UCP com a do Model B era que o barramento de endereços era ainda somente de 16 bits, o que significava que apenas 64 KiB podiam ser diretamente endereçados a qualquer momento, e a memória remanescente tinha de ser paginada, caso fosse requisitada. Todavia, as instruções extras do 65C102 permitiam que código adicional fosse inserido nas ROMs do SO e BASIC, limitadas pela arquitetura de memória a 16 KiB cada.
Embora o Master houvesse sido planejado para ser compatível com software "legalmente desenvolvido" para os modelos antigos, ocorreram vários problemas ao executar programas antigos, particularmente jogos. Por outro lado, embora poucos programas tenham sido produzidos especificamente para máquinas da série Master (exceto o Master 512), muitos jogos posteriores para BBC (e versões Master de clássicos antigos tais como Elite) incluíam características otimizadas que aproveitavam a memória extra.